# Sommer-Paralympics 2012/Teilnehmer (Libyen)
| stlisierte Goldmedaille | stlisierte Silbermedaille | stlisierte Bronzemedaille |
| ----------------------- | ------------------------- | ------------------------- |
| —                       | —                         | —                         |

Libyen entsandte zu den Paralympischen Sommerspielen 2012 in London zwei männliche Sportler.

## Teilnehmer nach Sportart

### Leichtathletik
| Athleten        | Wettbewerb                   | Vorlauf / Vorkampf | Vorlauf / Vorkampf | Halbfinale   | Halbfinale | Finale       | Finale | Rang |
| Athleten        | Wettbewerb                   | Zeit / Weite       | Rang               | Zeit / Weite | Rang       | Zeit / Weite | Rang   | Rang |
| --------------- | ---------------------------- | ------------------ | ------------------ | ------------ | ---------- | ------------ | ------ | ---- |
| Männer          |                              |                    |                    |              |            |              |        |      |
| Hamza G Elhmali | Men’s Club Throw - F31/32/51 |                    |                    | –            | –          |              |        | 10   |

### Powerlifting (Bankdrücken)
| Athleten          | Wettbewerb         | Gewicht | Rang |
| Männer            |                    |         |      |
| Alidou Diamoutene | Klasse bis 82,5 kg |         |      |